# Quỳnh Ngọc, Quỳnh Lưu
Quỳnh Ngọc là một xã thuộc huyện Quỳnh Lưu, tỉnh Nghệ An. 
Từ ngày 01 tháng 12 năm 2024, xã Quỳnh Ngọc sáp nhập với xã Quỳnh Bá và Quỳnh Hưng theo Nghị quyết số 1243 /NQ-UBTVQH15 ngày 24/10/2024 của Ủy ban Thường vụ Quốc hội, thành lập xã Bình Sơn 

## Vị trí địa lý
Xã nằm về phía Đông của huyện Quỳnh Lưu, cách thị trấn Cầu Giát 6 km, tiếp giáp với 6 xã lân cận gồm các xã Sơn Hải (cũ), An Hòa, Quỳnh Yên, Quỳnh Bá (cũ) Quỳnh Hưng (cũ) và Quỳnh Thọ (cũ).

## Điều kiện tự nhiên
Thuộc vùng đồng bằng ven biển duyên hải Bắc Trung Bộ nên địa hình khá bằng phẳng. Đất chủ yếu là đất phù sa nên thích hợp cho việc trồng cây ngắn ngày,chăn nuôi gia súc, gia cầm. Phía nam của xã là nơi con sông Thai (sông Đào từ năm 1964) chảy qua cũng là biên giới tự nhiên của xã và xã giáp ranh là Quỳnh Thọ. Con sông này là bến cảng quan trọng cho hoạt động đánh bắt thủy sản xa bờ của nhân dân trong vùng.

## Hành chính
Quỳnh Ngọc có tất cả 5 đơn vị hành chính cấp thôn, gồm: thôn Đại Tiến (xóm 1 + xóm 2), thôn Thuận Yên (xóm 3+ xóm 4+ xóm 5), thôn Ngọc Thanh (xóm 6, xóm 7), thôn Ngọc Đoài (xóm 8, xóm 9, xóm 10, xóm 11), thôn Song Ngọc (xóm 12 và xóm 13).

## Văn hóa
Trước Cách mạng tháng Tám, cũng như nhiều miền quê khác, cộng đồng dân cư xã Quỳnh Ngọc có đời sống văn hóa rất phong phú, đậm đà bản sắc, hàng năm tổ chức nhiều Lễ hội. Ở Làng Thuận Yên xưa có ngôi đền làng (thờ thần Cao Sơn - Cao Các) rất lớn và nổi tiếng về tâm linh. Đáng tiếc sau Cách mạng tháng Tám, đền làng Thuận Yên đã bị phá bỏ. Ngày nay, văn hoá cũng được nhân dân địa phương coi trọng phát triển, mỗi xóm đều có nhà văn hoá riêng, là nơi tụ họp nhân dân mỗi dịp lễ tết đến, xuân về.

## Kinh tế
Quỳnh Ngọc là một xã chủ yếu là làm nông nghiệp (chủ yếu trồng lúa, ngô, khoai) và một số ngành nghề khác như làm muối, chăn nuôi đánh bắt thủy sản xa bờ trên vùng biển Đông và buôn bán nhỏ lẻ. Tuy nhiên với đặc điểm là một xã thuần nông nên kinh tế còn khó khăn, thu nhập bình quân đầu người thấp, tỉ lệ hộ nghèo chiếm khoảng 10%.

## Giáo dục, Y tế
Xã có một trường tiểu học một trường THCS va 3 trường mẫu giáo. Tỉ lệ học sinh đến tuổi đi học được đến trường là 100%, tỉ lệ bỏ học không đáng kể. Dân cư có trình độ văn hóa khá cao, tỉ lệ học sinh đỗ đại học hằng năm thuộc tốp đầu các xã trong huyện, nhiều người đỗ đạt thành danh.
Xã còn có 1 cơ sở y tế khá hoàn chỉnh là trạm y tế xã, đáp ứng được nhu cầu của nhân dân trong vùng.